# La Marche des Tirailleurs

La Marche des Tirailleurs ou Chant des Turcos relate les combats de Frœschwiller le 6 août 1870. Les Tirailleurs du 2e Régiment de Tirailleurs Algériens chargèrent les canons prussiens et furent anéantis à 90%. Les paroles de cette marche sont attribuées à Paul Déroulède (1846-1914) et sa musique fut harmonisée par François Menichetti (nl) du 13e Régiment de Tirailleurs Algériens en 1929. La Marche des Tirailleurs a été écrite à l'origine par Florian Bocquet, sergent chef de François Menichetti à qui il en a cédé les droits.  

## Interprétations
- Adolphe Maréchal (1867-1935)
- Michel Roux (1924-1998)